# Uovo dei gigli
L'Uovo dei gigli (o Uovo orologio mazzo di gigli) è una delle uova imperiali Fabergé, un uovo di Pasqua gioiello che l'ultimo Zar di Russia, Nicola II donò a sua moglie, la Zarina Aleksandra.
Fu fabbricato nel 1899 a San Pietroburgo, sotto la supervisione di Michael Perkhin, per conto del gioielliere russo Peter Carl Fabergé della Fabergè.
L'uovo sin dal 1927 si trova presso l'Armeria del Cremlino a Mosca.

## Descrizione
È alto 27 centimetri, di colore giallo narciso riccamente ornato da diamanti a taglio rosetta, è fatto d'oro, platino, argento ed onice.
L'orologio a forma di uovo e il suo piedistallo rettangolare sono decorati con smalto traslucido giallo su fondo ghiglioscé.
Il quadrante è una fascia orizzontale che ruota attorno alla circonferenza dell'uovo, smaltata in bianco con i dodici numeri romani di diamanti.
Le ore sono indicate da una lancetta attaccata alla base fissa, che ha la forma di una freccia in un arco teso, decorati di diamanti.
File di diamanti contornano la fascia del quadrante e dividono il corpo dell'orologio in dodici spicchi.
L'orologio è sormontato da un bouquet di gigli scolpiti in onice, foglie e steli sono in oro colorato, i pistilli sono tre piccoli diamanti.
L'uovo rappresenta un vaso, i gigli spuntano dall'imboccatura tra rose d'oro e platino; ai lati due volute d'oro fungono da supporto aggiuntivo.
La base è decorata con rosette e reca la data della fabbricazione, 1899, in diamanti.
Una chiave d'oro serve per dare la carica al meccanismo.
L'uovo usa il linguaggio dei fiori che era ben noto all'epoca: le rose erano simbolo d'amore, i gigli di purezza e innocenza.

### Sorpresa
La sorpresa di questo uovo, attualmente mancante, era un ciondolo formato da un rubino e diamanti taglio rosetta.